# Herbert Hart
Herbert Lionel Adolphus Hart (ur. 18 lipca 1907 w Harrogate, zm. 19 grudnia 1992 w Oksfordzie) – angielski filozof analityczny, przedstawiciel oksfordzkiej szkoły języka potocznego, jeden z najwybitniejszych przedstawicieli analitycznej teorii prawa i pozytywizmu prawniczego.

## Życiorys
Pochodził z żydowskiej rodziny, której tradycje sięgały XV wieku. Jego rodzicami byli Simeon Hart i Rose Samson. Nauki pobierał w Chenteltham oraz w Bradford Grammar School, a następnie w New College w Oksfordzie, gdzie studiował filozofię, historię starożytną oraz prawo prywatne. W latach (1932–1940) pracował jako adwokat z prawem występowania przed Londyńskim Sądem Najwyższym. W czasie II wojny światowej służył w wywiadzie MI5. Po jej zakończeniu został wykładowcą akademickim w New College, gdzie prowadził zajęcia z filozofii. W 1952 roku otrzymał tytuł profesora jurysprudencji i rozpoczął pracę w University College, gdzie wykładał do 1973 roku. Następnie, do czasu przejścia na emeryturę w 1978 roku, był przełożonym w Brasenose College. Jako visiting professor prowadził zajęcia także w Uniwersytecie Harvarda (1956–1957) oraz w Uniwersytecie Kalifornijskim (1961–1962). Za swój wkład w rozwój filozofii prawa otrzymał 12 tytułów doktora honoris causa uniwersytetów z całego świata.
Najważniejsza praca Harta to The Concept of Law (Pojęcie prawa). Jego teoria prezentuje postawę kompromisu między analityczną jurysprudencją Johna Austina, najważniejszymi tezami pozytywizmu i prawem natury. Kluczem do zrozumienia pojęcia prawa ma być analiza pojęć ogólnych; zamiast budowania konkretnych definicji, należy analizować funkcjonowanie pojęć prawnych w języku. Według Harta na pojęcie prawa składają się reguły dwojakiego typu: pierwotne i wtórne.

### Reguły pierwotne
Są to reguły nakładające obowiązki bezpośrednio na członków społeczności. Szereg przyczyn sprawia, że ujmowanie systemu prawa jako zbioru wyłącznie tego typu reguł jest niewystarczające:
- taki system nie miałby zdolności do samoorganizowania, bo reguły pierwotne nie mogą same regulować procesu własnego wytwarzania i zmiany (wada statyczności);
- w takim systemie nie byłoby jasne, które z reguł są regułami obowiązującymi (wada niepewności);
- nie istniałyby jasne procedury stosowania reguł (wada nieskuteczności).

Wady te sprawiają, że w systemie prawnym obok reguł pierwotnych muszą także funkcjonować reguły wtórne.

### Reguły wtórne
Hart określa je jako "pasożytnicze" wobec pierwotnych, bo same w sobie nic nie znaczą. Mają charakter proceduralny, wskazują sposoby posługiwania się regułami pierwotnymi, pozwalają na usunięcie ich wad.
Istnieją trzy rodzaje reguł wtórnych:
- reguły zmiany (rules of change) - usuwają wadę statyczności;
- reguły orzekania (rules of adjudication) - usuwają wadę nieskuteczności;
- reguły uznania (rozpoznania) (rules of recognition) - usuwają wadę niepewności.

Najważniejszą spośród reguł wtórnych jest reguła uznania, pozwalająca na określenie, które z reguł należą do systemu prawnego, a które znajdują się poza nim.

### Wolność sędziego
Hart uważał, że system prawa składa się tylko z reguł (obu rodzajów) i nic poza nimi nie należy do istoty prawa. Tylko na nie powoływać się może sędzia w procesie rozstrzygania. Mimo tego, sędzia nie jest całkowicie związany regułami; według Harta sędzia, orzekając, jest wolny, co wiąże się z faktem, że dana sprawa może mieć więcej niż jedno prawidłowe rozstrzygnięcie.

### Paradoks bandyty
W swojej krytyce pierwotnego pozytywizmu prawniczego, reprezentowanego m.in. przez Johna Austina, Hart przytaczał tzw. Paradoks bandyty, argumentując, że przymus wynikający z prawa jest czymś zasadniczo innym od przymusu ze strony bandyty grożącego pistoletem i żądającego pieniędzy. Pokazał różnice między posłuchem wymuszonym groźbą użycia siły a specyficznym przeżyciem towarzyszącym ludzkiemu przekonaniu o istnieniu obowiązku prawnego.

### Prawo natury
Tak jak inni pozytywiści, Hart uznaje rozdział prawa i moralności. Nadaje mu jednak złagodzoną formę twierdząc, że w prawie musi istnieć pewne minimum moralności ("minimum treści prawa natury"). Teoretycznie prawo może mieć dowolną treść, ale powinno uwzględniać pewne właściwości człowieka i świata, który go otacza.

## Dzieła
- A Logician's Fairy-Tale,"Philosophicial Review" 1951, vol. 60.
- Decision, Intention and Certainty, "Mind" 1958, vol. 285 (wraz z S. Hampshirem).
- Definition and Theory in Jurisprudence, Oxford University Press, Oxford 1953.
- Causation in the Law, Oxford University Press, Oxford 1956 (wraz z A. Honorem).
- Positivism and the Separation of Law nad Morals, "Harvard Law Reviev" 1958, vol. 17. (artykuł wywołał polemikę ze strony L. Fullera)
- The Concept of Law, Oxford University Press, Oxford 1961.
- Law, Liberty and Morality, Oxford University Press, Oxford 1963.
- The Morality of Criminal Law, Oxford University Press, Oxford 1965.
- Punishment and Responsibility. Essays in the Philosophy of Law, Oxford University Press, Oxford 1968.
- Essays in Jurisprudence and Philosophy, Oxford University Press, Oxford 1983.

Na język polski przetłumaczono:
- Pojęcie prawa, tłum. J. Woleński, PWN, Warszawa 1998.
- Eseje z filozofii prawa, tłum. J. Woleński, Wolters Kluwers, Warszawa 2001.